# 波那加塔

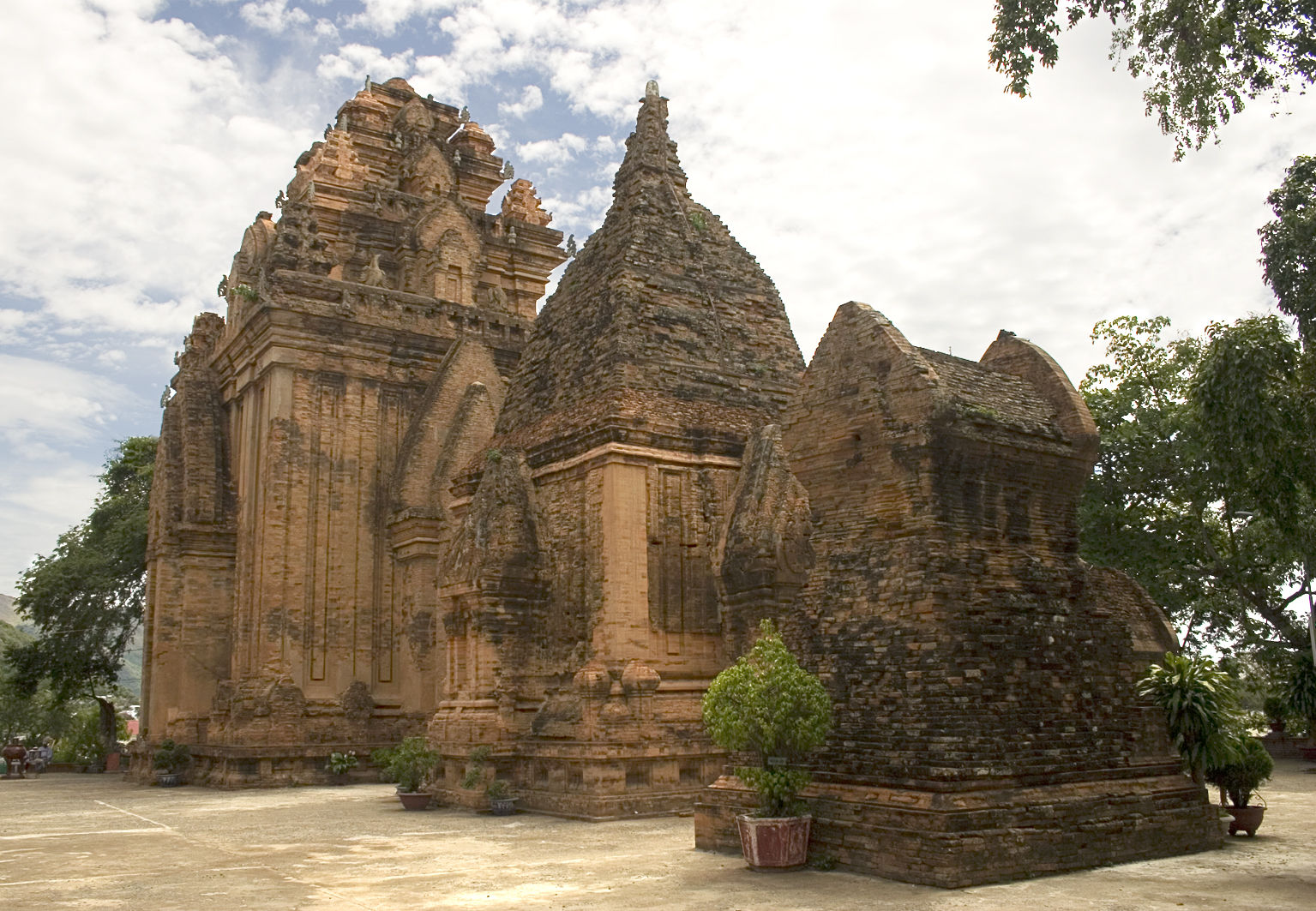
波那加塔

12°15′54.91″N 109°11′43.52″E / 12.2652528°N 109.1954222°E
波那加塔（越南语：／?）亦稱婆塔（越南语：／?），又作“逋那𪃿塔”，是古代占婆王國的寺廟，位於今越南南部的芽莊。該塔供奉占城神話中的神祇楊婆那加，該神的地位相當於佛教、印度教中神祇七俱胝佛母和難近母。
波那加塔的建築矗立於Cù Lao山上，共有三層。其中，最高的一層包含有兩排的塔。其主塔高25米。
波那加塔的一座石碑證明了該塔始建於781年以前。而另一座石碑證實，當時馬來、爪哇的海盜強盛，不斷騷擾占城沿岸。占城國王釋利薩多跋摩雖然擊退了他們，但許多佛塔卻毀於這場戰爭，因此國王十分痛心，下令於784年重修了波那加塔。
還有一座建於918年的石碑記載，占城國王因陀羅跋摩三世（即中國史書上記載的因德漫）下令為七俱胝佛母建立了一座金像。但在965年，金像被真臘人竊走。國王下令于原址重建了一座。一座建於1050年的石碑聲稱，國王動用大量土地、奴隸、珠寶和貴重金屬建造了此像。此後的一些石碑表明了這座金像在後來被印度教徒和佛教徒當作膜拜對象。
17世紀以後，越南人佔領了占城，奪取了波那加塔，並稱之為天依聖母廟。這是因為越南人把楊波那加稱作天依聖母的緣故。如今，波那加塔已成為芽莊的著名景點。